# Meriania
Meriania es un género  de plantas fanerógamas pertenecientes a la familia Melastomataceae. Comprende 126 especies descritas y de estas, solo 64 aceptadas.

## Descripción
Son árboles o arbustos; con ramitas superiores glabras o pelosas. Flores 5-meras, en panículas terminales multifloras, a veces solitarias, ternadas o verticiladas. Hipanto campanulado, hemisférico, urceolado, terete o acostillado en el fruto; cáliz truncado, marginado, los lobos y dientes exteriores bien desarrollados u obsoletos, el cáliz algunas veces fusionado en el botón y partiéndose irregularmente en la antesis. Pétalos obovados, oblicua a anchamente redondeados o truncados apicalmente. Estambres 10, casi isomorfos a dimorfos; filamentos declinados transversalmente en una dirección a través de la flor; tecas subuladas; conectivo modificado en un espolón dorsibasal y un apéndice erecto o ascendente. Ovario súpero, 4-7-locular. Fruto en cápsula loculicida; semillas numerosas, angostamente oblongo-piramidales a cuneiformes, anguladas, truncadas o apendiculadas en cada extremo.

## Distribución
Se distribuye desde el S. de México, hasta el trópico Andino, hacia el E. a las tierras altas de Guayana y el SE. de Brasil, Antillas Mayores.

## Taxonomía
El género fue descrito por Peter Olof Swartz y publicado en Flora Indiae Occidentalis 2: 823. 1798. La especie tipo es: Meriania leucantha (Sw.) Sw. 

## Algunas especies aceptadas
A continuación se brinda un listado de las especies del género Meriania aceptadas hasta febrero de 2013, ordenadas alfabéticamente. Para cada una se indica el nombre binomial seguido del autor, abreviado según las convenciones y usos:
- Meriania acida (Markgr.) Wurdack
- Meriania acostae Wurdack
- Meriania almedae Wurdack
- Meriania amischophylla Wurdack
- Meriania ampla Wurdack
- Meriania amplexicaulis Wurdack
- Meriania brittoniana Wurdack
- Meriania nobilis Triana
- Meriania speciosa (Bonpl.) Naudin - flor de mayo (en Popayán)[4]

## Biografía
1. Davidse, G., M. Sousa Sánchez, S. Knapp & F. Chiang Cabrera. (eds.) 2009. Cucurbitaceae a Polemoniaceae. Fl. Mesoamer. 4(1): 1–855.
2. Forzza, R. C. & et al. et al. 2010. 2010 Lista de espécies Flora do Brasil. https://web.archive.org/web/20150906080403/http://floradobrasil.jbrj.gov.br/2010/.
3. Idárraga-Piedrahíta, A., R. D. C. Ortiz, R. Callejas Posada & M. Merello. (eds.) 2011. Fl. Antioquia: Cat. 2: 9–939. Universidad de Antioquia, Medellín.
4. Luteyn, J. L. 1999. Páramos, a checklist of plant diversity, geographical distribution, and botanical literature. Mem. New York Bot. Gard. 84: viii–xv, 1–278.